# Pont des Boulangers
Le pont des Boulangers, aussi appelé pont des Grandes Grilles ou pont des Tourniquets, est un pont franchissant un bras de la Seine à Châtillon-sur-Seine en Côte-d'Or en France.

## Situation
Le pont de 24,45 m franchit le petit bras de la Seine à Châtillon-sur-Seine dans le prolongement de l’allée des Boulangers.

## Histoire
Le pont des Boulangers a été construit au XVIe siècle pour relier le Bourg au nouveau quartier qui se développe entre les deux bras de la Seine.
Il est inscrit au titre des Monuments historiques depuis le 16 juin 1928.

## Description
Le pont à quatre arches est en maçonnerie.